# Saint-Amand (Creuse)
Saint-Amand è un comune francese di 530 abitanti situato nel dipartimento della Creuse nella regione della Nuova Aquitania.

## Società

### Evoluzione demografica
Abitanti censiti